# Val Bah
Pour les articles homonymes, voir Bah.
Val Bah est une artiste québécoise multidisciplinaire, cinéaste, documentariste, photographe et auteure qui s'intéresse, entre autres, aux réalités de personnes noires et queers.

## Biographie
Val Bah est une artiste multidisciplinaire basée à Tiöhtià:ke (Montréal). En 2017, elle collabore au projet Audrey's Revenge, un projet de photos et d'extraits de plan de coupe créé par Monika Estrella Negra. En 2018, Val Bah produit le projet de vidéo lyrique This is not a poem en collaboration avec Po B. K. Lomami et Claire Obscure. Ce projet met en scène des poèmes interprétés par des personnes noires et de couleurs, cis, trans et en non conformité de genre basées à Montréal et s'est réalisé en collaboration avec le Centre d'aide et de lutte aux agressions à caractère sexuel de l'Ouest-de-l'Île de Montréal[source insuffisante]. En 2020, elle est auteure de la websérie de trois épisodes intitulée Soupir  produite dans le cadre du programme Mixte - Documentaire et fiction 2019 de l'Institut national de l'image et du son. Toujours en 2020, Val Bah et Tatiana Zinga Botao co-réalisent Sòl, un court-métrage développé avec l'Office national du film du Canada,. En 2021, Val Bah publie son premier roman Les enragé·e·s, un recueil de nouvelles présentant des personnages noires et queers publié aux Éditions du remue-ménage,,. L'auteure est aussi responsable de la programmation du Toronto Queer Film Festival (en).

## Prix et récompenses
- 2020 : prix La Forge Québec Cinéma,programme de mentorat lancé en collaboration avec Netflix et Québec Cinéma[10]
- 2022 : finaliste pour le prix auteur de l'année au Gala Dynastie dans le cadre du mois de l'histoire des noirs[11]

## Œuvres

### Cinéma
- 2018, This is not a poem, Centre d'aide et de lutte aux agressions à caractère sexuel de l'Ouest de l'Île de Montréal
- 2020, Soupir, Institut national de l'image et du son
- 2020, Sòl, co-réalisé avec Tatiana Zinga Botao, Office national du film du Canada

### Photo
- 2018, Symbols of resistance, en collaboration avec Carl-Philippe Simonise, Po B. K. Lomami, Université Concordia[12]

### Littérature
- 2021, Les enragé·e·s, Éditions du remue-ménage